# Osobennosti natsionalnoj okhoty v zimnij period
Osobennosti natsionalnoj okhoty v zimnij period (russisk: Особенности национальной охоты в зимний период) er en russisk spillefilm fra 2000 af Aleksandr Rogozjkin.

## Medvirkende
- Aleksej Buldakov — Aleksej Mikhajlovitj Ivolgin
- Viktor Bytjkov — Kuzmitj
- Sergej Gusinskij — Semjonov
- Semjon Strugatjev — Leva Solovejtjik
- Andrej Fedortsev — Oleg Pjatakov